# Mart Meri

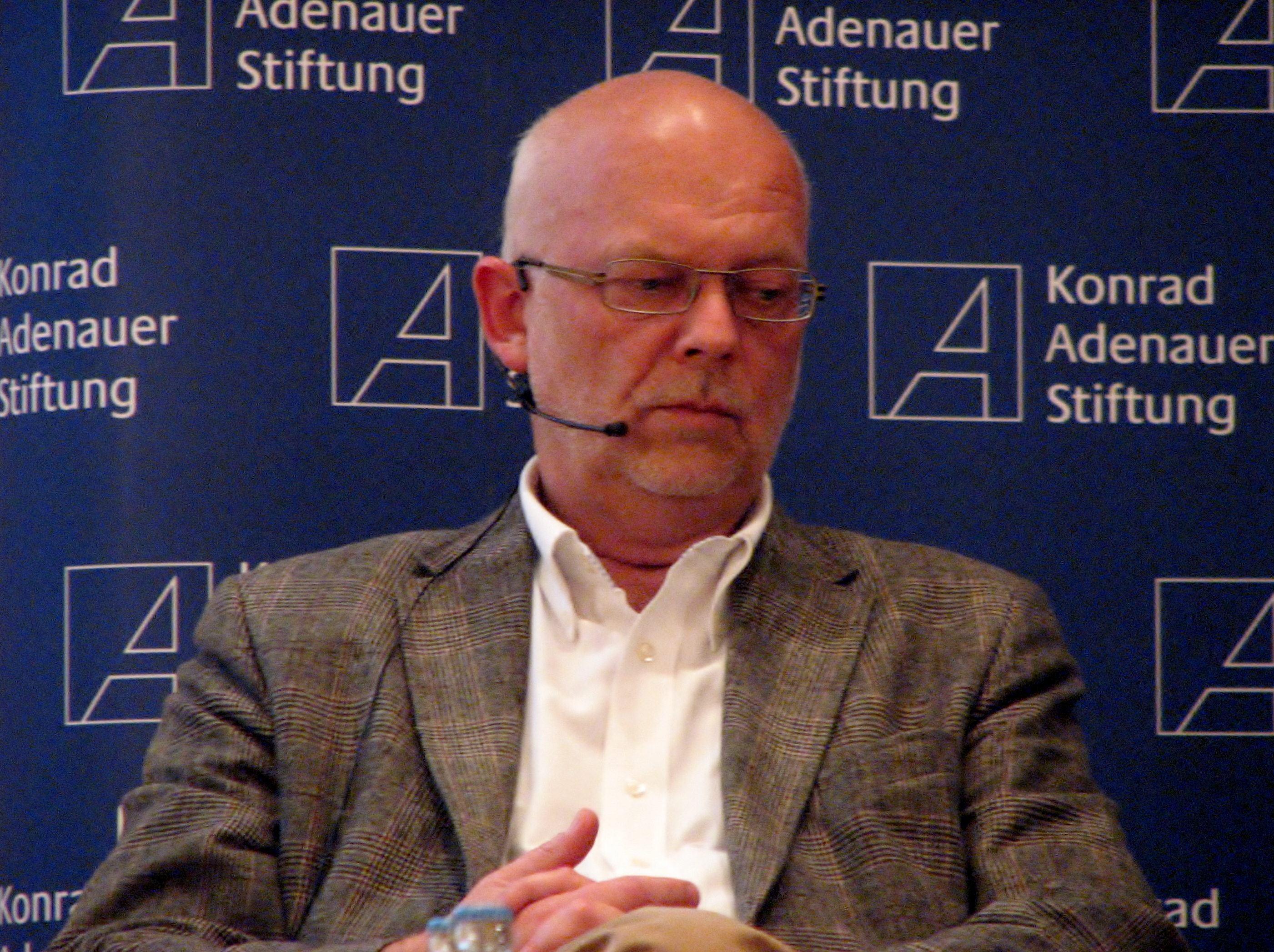
Mart Meri 2012

Mart Meri (* 15. Februar 1959 in Tallinn) ist ein estnischer Sprachwissenschaftler und Politiker.

## Werdegang
Meri wurde als Sohn des Schriftstellers und späteren Staatspräsidenten Lennart Meri und seiner Frau Regina geboren und ging in Tallinn zur Schule. Nach seinem Abitur 1977 nahm er an der Universität Tartu das Studium der estnischen Philologie auf, das er 1982 mit dem Diplom abschloss.

## Berufliche Tätigkeit
Von 1996 bis 2006 war er Chefredakteur der Zeitschrift Keel ja Kirjandus, anschließend übernahm er die Leitung des Estnischen Instituts von 2007 bis 2011. Auch heute ist er noch Mitglied des Vorstands des Instituts.

## Politische Tätigkeit
Meri ist Mitglied der Sozialdemokratischen Partei Estlands und war in den Jahren 1999–2003, 2006 sowie 2011–2015 Abgeordneter des Riigikogu.